# Hoya torricellensis
Hoya torricellensis är en oleanderväxtart som beskrevs av Rudolf Schlechter. Hoya torricellensis ingår i släktet Hoya och familjen oleanderväxter. Inga underarter finns listade i Catalogue of Life.